# 헤더 도프

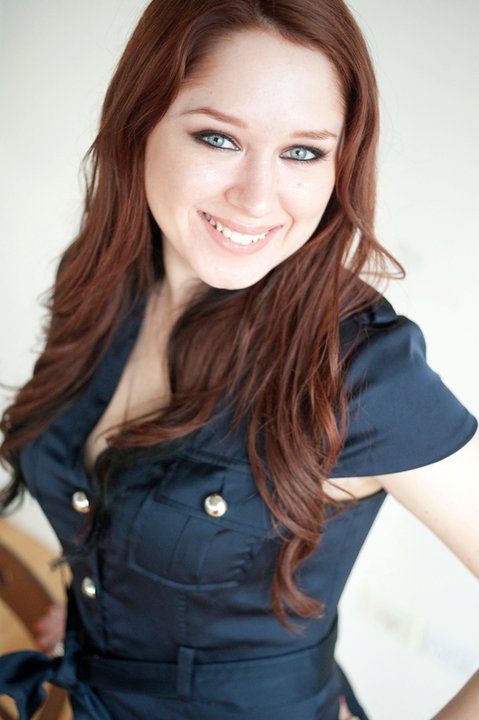

헤더 도프(Heather Dorff, 1986년 ~ )는 미국의 배우, 각본가, 영화 프로듀서, 영화배우이다.

## 영화
- 더 퍼지: 최초의 시작 (2018년)
- 스케리 스토리 슬럼버 파티 (2017년) - 베카 역
- 다크 렐름 (2013년)
- 드라이 스펠 (2013년)